# Кароліна Гаррікейнс
«Каролі́на Гарріке́йнс» (укр. Урагани Кароліни, англ. Carolina Hurricanes) — американська професіональна хокейна команда з міста Ралі (штат Північна Кароліна). Команда заснована у 1972 році в місті Гартфорд (штат Коннектикут). Початкова назва «Нью-Інгленд Вейлерс». У 1979 році назва була змінена на «Гартфорд Вейлерс». У 1997 році команда переїхала до Ралі.
Команда — член Столичного дивізіону, Східної конференції, Національної хокейної ліги.
Домашнім полем для «Кароліна Гаррікейнс» — Ар-Бі-Сі-центр.
У сезоні 2005–2006 команда виграла Кубок Стенлі.

## Посилання

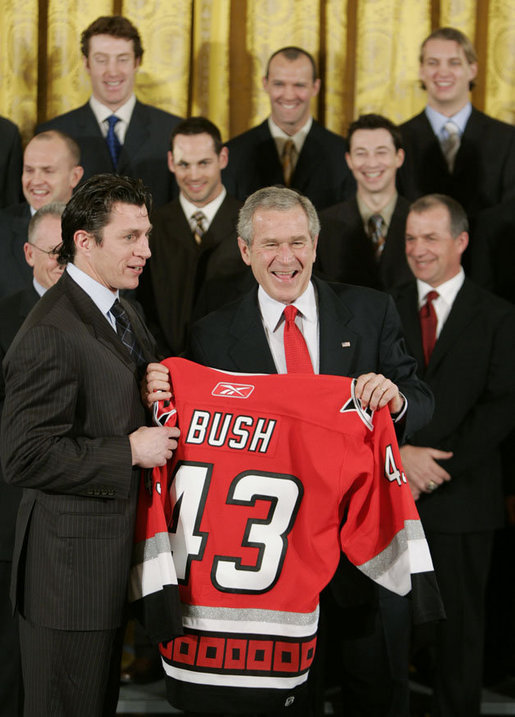
«Кароліна Гаррікейнс» із президентом США